# King George V (Schiff, 1940)
Die HMS King George V (41) war ein Schlachtschiff der King-George V-Klasse, das in den 1930er Jahren für die Royal Navy gebaut wurde. Das Schiff wurde während des Zweiten Weltkriegs im Atlantik, im Mittelmeer sowie im Pazifik eingesetzt. Sie war als Flaggschiff der Home Fleet unter anderem an der Jagd nach der Bismarck beteiligt und ankerte zur Kapitulation Japans am 2. September 1945 vor Tokio.

## Geschichte
Die King George V., benannt nach König Georg V., wurde am 1. Januar 1937 auf dem High Walker Shipyard von Vickers-Armstrongs in Newcastle upon Tyne auf Kiel gelegt und am 21. Februar 1939 von Georg VI. vom Stapel gelassen. Mit dem Beginn der Luftschlacht um England wurde die King George V das Ziel mehrerer Angriffe durch die Luftwaffe. Zwar wurde das Schiff selbst nicht getroffen, doch richteten die abgeworfenen Bomben einigen Schaden an den Molen, Kaimauern und Ankerplätzen der Werft an.
Am 1. Oktober wurde das Schiff für Testfahrten unter dem Kommando von Kapitän Wilfred Patterson in Dienst gestellt. Um möglichen Schaden an dem neuen Schiff zu verhindern, verließ das Schiff am Morgen des 17. Oktober um 7:45 Uhr Newcastle in Richtung Rosyth, wo es um 14:30 Uhr schließlich eintraf. Während das Schiff fertig gestellt wurde, besichtigte am 23. Oktober Winston Churchill das Schiff, und am 30. Oktober kamen der erste Lord der Admiralität A.V. Alexander und der Oberbefehlshaber der Home-Fleet Admiral John Tovey für einen Besuch an Bord. Nachdem das Schiff Anfang Dezember fertig gestellt war, verließ die King George V begleitet von mehreren Zerstörern Rosyth in Richtung Scapa Flow, um weitere Test- und Probefahrten durchzuführen. Nach ihrer offiziellen Indienststellung für den Einsatz in der Home Fleet am 11. Dezember 1940 führte man bis zum 7. Januar 1941 Geschützübungen durch.
Am 15. Januar 1941 schiffte sie Lord Halifax, den Botschafter in den Vereinigten Staaten, ein, um ihn nach Annapolis zu bringen und sicherte auf ihrem Rückweg am 25. Januar Konvoi BHX.104 nach Großbritannien. Am 4. März deckte sie im Rahmen von Operation Claymore den Angriff der Royal Marines auf Lofoten und eskortierte anschließend Konvoi HX 115 von Neufundland nach Europa.
Für die nächsten Monate blieb die King George V in heimischen Gewässern, um möglichen Bedrohungen deutscher Schiffe zu begegnen. Erst im November verließ sie Scapa Flow, um sich auf eine Position südlich von Island zu begeben und einen Ausbruchsversuch der Tirpitz oder der Admiral Scheer zu verhindern. Nachdem die Admiral Scheer und der schwere Kreuzer Prinz Eugen Mitte Februar 1942 von Brunsbüttel nach Norwegen versetzt worden waren, erhielt die King George V, die sich zu diesem Zeitpunkt vor Tromsø befand, den Befehl, zusammen mit dem Flugzeugträger Victorious, dem Schweren Kreuzer Berwick und vier Zerstörern die Schiffe abzufangen und zu vernichten. Doch konnte kein Kontakt hergestellt werden.

### Jagd auf die Bismarck
Nachdem die Bismarck am Morgen des 24. Mai in der Schlacht in der Dänemarkstraße den Schlachtkreuzer Hood versenkt hatte, erhielt die King George V unter dem Kommando von Admiral John Tovey den Befehl, sich mit einer Flottille, bestehend aus der Prince of Wales, der Repulse sowie den Kreuzern Norfolk und Dorsetshire, an der Verfolgung des deutschen Schiffes zu beteiligen. Nachdem der Kontakt zur Bismarck mehrmals verloren gegangen war, wurde sie am 27. Mai um 8:44 Uhr gesichtet. Kurz darauf eröffnete die King George V und die Rodney das Feuer auf das 21 Kilometer entfernte deutsche Schiff. Um 8:59 Uhr war die King George V auf 15.000 m herangekommen und alle zehn 356-mm-Kanonen feuerten auf das deutsche Schiff. Die Bismarck konzentrierte ihrerseits alle ihre verbliebenen Geschütze auf die King George V, aber nur wenige Granaten kamen auch nur in die Nähe des Schiffes. Um 9:14 Uhr hatte die King George V die Distanz um weitere 4000 m reduziert, sodass sie nun auch ihre 133-mm-Geschütze einsetzten konnte. Gegen 9:31 Uhr wurde Geschützturm Anton getroffen und löste einen Brand im Turm aus. Durch das kombinierte Feuer der King George V, der Rodney und der schweren Kreuzer Norfolk und Dorsetshire konnten sämtliche 38-cm-Kanonen ausgeschaltet werden. Nachdem Dalrymple-Hamilton gegen 10:16 Uhr den Schlachtschiffen den Befehl gegeben hatte, das Feuer einzustellen, schoss die Dorsetshire drei weitere Torpedos auf das zu diesem Zeitpunkt bereits in Flammen stehende Schiff. Um 10:40 Uhr begann die Bismarck schließlich 550 Seemeilen vor Brest zu sinken.
Von Mitte Mai bis Anfang Oktober führte die King George V mehrere Übungsmanöver und Patrouillenfahrten durch. Ab dem 6. Oktober beteiligte sich das Schiff an Operation EJ, bei der Teile der Home Fleet bestehend aus der Victorious, dem leichten Kreuzer Penelope sowie den Zerstörern Ashanti, Bedouin, Eskimo, Matabele, Punjabi und Somali von Seyðisfjörður aus den Vestfjord und Bodø angriffen. Bis zum Ende des Jahres führte sie Übungsmanöver und Geschützdrill im Nord Atlantik durch.

### Geleitschutz

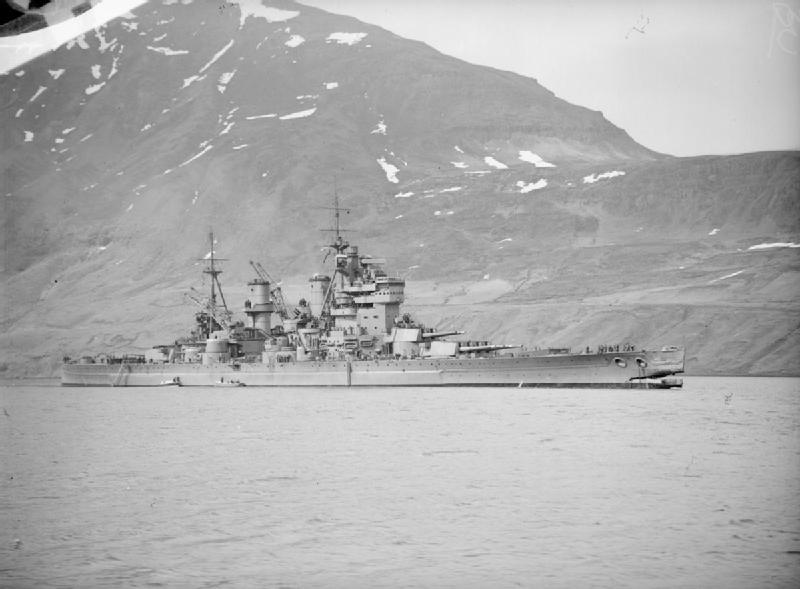
Die HMS King George V nach Kollision

Am 1. Mai 1942 geleitete sie Konvoi PQ 15 zusammen mit der Washington. Dabei kollidierte sie mit dem Zerstörer Punjabi, der manövriert hatte, um einer Mine auszuweichen, und dabei in dichtem Nebel ihren Bug kreuzte. Während die Punjabi in zwei Hälften geteilt wurde und sank, wurde der Bug der King George V auf einer Länge von 12 m schwer beschädigt. Daraufhin lief die King George V am 9. Mai in die Gladstone-Werft in Liverpool ein, in der sie von Cammell Laird repariert wurde. Am 1. Juli 1942 waren die Reparaturen abgeschlossen und das Schiff konnte nach Scapa Flow zurückkehren. Von dort stach die King George V erst wieder am 18. Dezember in See, um Konvoi JW 51A von Loch Ewe nach Murmansk zu geleiten.

### Mittelmeer
Im Mai 1943 wurde sie zusammen mit ihrem Schwesterschiff Howe nach Gibraltar beordert, wo sie sich der britischen Eingreiftruppe Force H in Vorbereitung auf die alliierte Invasion von Sizilien anschloss. Die beiden Schiffe bombardierten am 12. Juli Trapani, Levanzo und Favignana, um eine zweite Landung vorzutäuschen. Am 7. September wurde sie zusammen mit der Howe in Augusta als Reservetruppe für die Landung in Salerno stationiert, aber am 8. September nach der Unterzeichnung des italienischen Waffenstillstands nach Tarent entsandt, um im Rahmen von Operation Slapstick den Hafen zu besetzen und zu halten. Vom 14. bis 16. September eskortierte sie mit der Howe einen Großteil der italienischen Kriegsschiffe von Malta nach Alexandria und kehrte anschließend in die Heimat zurück. Nach ihrer Ankunft am 1. Oktober wurde sie zur Überholung ausgemustert und nach dem Abschluss der Arbeiten erneut in die Home Fleet eingegliedert. Nachdem sie im Dezember 1943 Winston Churchill von der Konferenz von Teheran nach Großbritannien zurückgebracht hatte, wurde sie erneut ausgemustert, in Birkenhead überholt und anschließend der Eastern Fleet zugeteilt.

### Pazifik
Am 28. Oktober 1944 verließ sie Scapa Flow mit Kurs Richtung Sri Lanka. Am 15. November stoppte sie, um feindliche Küstenbatterien auf Milos zu bombardieren, und setzte am 1. Dezember ihren Kurs fort. Am 15. Dezember erreichte sie Trincomalee. Dort erhielt sie Befehl, sich zusammen mit den Flugzeugträgern Illustrious, Indomitable, Indefatigable and Victorious der neugebildeten Pacific Fleet in Sydney anzuschließen. Auf der Reise nach Sydney beteiligte sich die King George V im Rahmen von Operation Meridian am Angriff auf die Ölraffinerien auf Sumatra.
Am 28. Februar verließ sie Sydney, um sich mit der 5. US-Flotte unter Admiral Raymond Spruance zu vereinigen. Nachdem die Briten und Amerikaner sich am 26. März zur Task Force 57 zusammengeschlossen hatten, wurden die Schlachtschiffe, darunter die King George V, mit der Aufgabe betraut, die Flugfelder auf Formosa und den Sakashima-Gunto-Inseln zu zerstören. Am 4. Mai folgte ein erneuter Angriff auf Sakashima und Miyako. Am 27. Mai wurde die 5. US-Flotte nach einem Kommandowechsel zur 3. Flotte und die britische Pazifikflotte wurde in Task Force 37 umbenannt. Vom 17. bis 29. Juli nahm die King George V zusammen mit Schiffen der US-Flotte an der Bombardierung der Industrieanlagen von Hitachi, Tokyos und Yokohamas teil. Am 12. August 1945 wurden King George V, Indefatigable, Gambia, Newfoundland und zehn Zerstörer ausgewählt, um nach der Nachricht von der bevorstehenden japanischen Kapitulation an der Seite der US-Flotte vor Japan zu bleiben, während der Rest der britischen Pazifikflotte nach Australien zurückkehrte. Sie lag während der offiziellen Kapitulation Japans am 2. September 1945 in der Bucht von Tokio vor Anker. Anschließend kehrte sie nach Sydney zurück, wo sie von Oktober bis Dezember überholt wurde. Nachdem sie den Herzog und die Herzogin von Gloucester von Sydney nach Hobart transportiert hatte, kehrte sie nach 16 Monaten, in denen sie mehr als 75.000 Seemeilen zurückgelegt hatte, im März 1946 in die Heimat zurück.

### Nachkriegszeit
Von Dezember 1946 bis November 1947 wurde sie in Devonport überholt. Im Mai 1948 ersetzte sie Howe im Übungsgeschwader der Home Fleet vor Portland.
Im September 1949 wurde sie in Portsmouth in die Reserve versetzt und im Juni 1950 im Clyde aufgelegt. Am 30. April 1957 wurde sie von der Marineliste gestrichen und auf die Abwrackliste gesetzt. Im Januar 1958 wurde sie schließlich an Arnott Young in Dalmuir, zum Abwracken verkauft.

## Technik
Die Schiffe hatten eine Gesamtlänge von 227,12 m, eine Breite von 31,45 m und einen maximalen Tiefgang von 10,90 m. Der Freibord betrug 9,398 m vorn und 7,95 m achtern. Die Verdrängung lag zwischen 38.359 t. und 43.314 t.

### Antrieb
Die King George V war mit vier Parsonsturbinen ausgestattet, die jeweils eine Welle antrieben und insgesamt 110.000 Shp (80.905 kW) entwickelten, mit der sie eine Höchstgeschwindigkeit von 28 Knoten (51,8 km/h) erreichte. Der Dampf wurde von acht Admiralty-Trommelkesseln mit einem Arbeitsdruck von 26 bis 28 bar geliefert. Das Schiff konnte maximal 3.830 t Heizöl mitführen, was ihm bei 10 Knoten (19 km/h) eine Reichweite von 15.600 Seemeilen (28.891 km) ermöglichte. Die Besatzung bestand aus 1400 bis 1578 Offizieren und Mannschaft.

### Bewaffnung

#### Hauptbewaffnung
Die Hauptbewaffnung bestand aus zehn 356-mm-Kanonen in einem Zwillingsturm vorn und zwei Vierlingstürmen, vor und hinter den Aufbauten. Die Geschütze des Zwillingsturms waren auf Mk-II-Lafetten mit einem Seitenrichtbereich von −143 bis +143 Grad und einem Gewicht von 929 t gelagert, während die Kanonen der Vierlingstürme auf Mk-III-Lafetten mit einem Seitenrichtbereich von −135 bis +135 Grad und einem Gewicht von 1.607 t montiert waren. Die Geschütze selbst wogen 80 t und hatten bei einer maximalen Elevation von 40 Grad und einer Mündungsgeschwindigkeit von 756 m/s eine Reichweite von 35.260 m. Die Kadenz lag bei zwei Schuss pro Minute. Es standen zwei verschiedene Geschosstypen zur Verfügung – eine panzerbrechende Granate APC (armour piercing capped) Mark VIIB und ein Hochexplosivgeschoss HE (high explosive), beide mit einem Gewicht von 721 kg.

#### Sekundärbewaffnung
Die Sekundärbewaffnung bestand aus sechzehn 133-mm-Schnellfeuergeschützen in acht Zwillingstürmen, die sich mittschiffs neben den Aufbauten an Back- und Steuerbord befanden, vier auf jeder Breitseite. Das Geschütz war auf Mk-I-Lafetten mit einem Seitenrichtbereich von −80 bis +80 Grad und einem Gewicht von 78 t montiert. Die Kanone selbst wog 4 t und hatte bei einer maximalen Elevation von 45 Grad und einer Mündungsgeschwindigkeit von 814 m/s eine Reichweite von 21.397 m. Für diese Geschütze standen drei verschiedene Geschosstypen zur Verfügung. Zwei panzerbrechende Granaten SAP (semi armour piercing) Mk IC und Mk II, ein Hochexplosivgeschoss sowie Anti-Radar-Projektile jeweils mit einem Gewicht von 36,3 kg.

#### Flugabwehr
Die Flugabwehr bestand aus zweiunddreißig 40-mm-2-Pfündern „pom-pom“ Mk VI in vier Achtfachlafetten auf erhöhten Plattformen in den Aufbauten. Außerdem hatte das Schiff drei 20-fach-177-mm-Glattrohrraketenwerfer installiert, von denen sich einer auf dem Dach von Turm „B“ und die beiden anderen auf dem Dach von Turm „Y“ befand. Die Raketen hatten eine Länge von 81,3 cm wogen rund 16 kg und hatten eine Reichweite von 910 m.

### Panzerung
Die King George V hatte einen Panzergürtel aus Krupp-Zementstahl. Er war 126 m lang und erstreckte sich von der Barbette „A“ bis zur Barbette „Y“. Der Panzergürtel befand sich auf der Höhe des Hauptdecks etwa 4,49 m über und 2,59 m unter der Wasserlinie. Mittschiffs auf Höhe des Maschinenraums hatte er eine Dicke von 355 mm und verstärkte sich davor und dahinter auf 381 mm, wo er vorne in 299 mm dicken und achtern in 249 mm dicken Querschotten zwischen Haupt- und Unterdeck endete. Die horizontale Panzerung bestand aus Ducol-Stahl und war mittschiffs 124 mm dick. Über den Magazinen vorn und achtern verstärkte sich die Panzerung auf 149 mm. Auf Höhe des Unterdecks vorn und achtern setzte sich die Deckspanzerung fort und verjüngte sich allmählich von 124 mm auf 64 mm. Die Barbetten waren zwischen 274 und 324 mm dick. Der Kommandoturm war mit 76 bis 101 mm gepanzert. Die Geschütztürme der Hauptbewaffnung waren an den Seiten zwischen 174 mm und 324 mm und auf dem Dach 149 mm dick. Die Geschütztürme der 133-mm-Kanonen waren rundherum mit 38 mm Panzerung versehen. Der Splitterschutz für die Sekundärmagazine war ebenfalls 38 mm dick. Das Torpedoschott war 444 mm dick erstreckte sich über die gesamte Länge des Panzergürtels und endete in 38 mm dicken Querschotten.

### Sensoren und Stromversorgung
Die Hauptbewaffnung war mit einem Typ-285-Feuerleitradar, zwei Feuerleitrechnern – jeweils in einem Feuerleit-Kontrollturm DCT (Director Control Tower) – und einem Admiralty Fire Control Table Mark IX ausgestattet. Ein Feuerleit-Kontrollturm befand sich über der Brücke und der andere auf einem 50 mm dicken Ringschott mit 3,66 m Durchmesser hinter dem Großmast. Jeder war mit einem 4,50-m-Entfernungsmesser ausgestattet. Zur Unterstützung hatten die Geschütztürme „A“ und „Y“ vier integrierte 30-cm-Entfernungsmesser und der Geschützturm „B“ einen 9-m-Entfernungsmesser. Die 133-mm-Geschütze waren mit zwei HACS-Mk-IVGB-Feuerleitsystemen ausgestattet. Die 40-mm-„pom poms“ wurden mit einem Mk-IV-Feuerleitrechner und einem Feuerleitradar Typ 283 gesteuert. Diese befanden sich querab und achtern der Aufbauten. Zusätzlich hatte das Schiff ein Boden-Luft-Frühwarnradar Typ 277 und ein Sekundärradar zur Freund-Feind-Erkennung vom Typ 242. Der elektrische Strom wurde mit Hilfe von zwei Diesel- und sechs turbinengetriebenen 350-kW-Dynamos erzeugt.

### Umbaumaßnahmen

#### 1941 bis 1943
Die 133-mm-Geschütze erhielten ein Typ-285-Feuerleitradar. Mehrere 40-mm-Pom-Pom in Achtfach-Lafetten wurden auf den Türmen „B“ und „Y“ angebracht. Die Raketenwerfer auf dem B- und Y-Turm wurden entfernt und durch mehrere Pom Poms und die 20-mm-Oerlikon-Maschinenkanonen (Einzelgeschütze) wurden auf insgesamt 38 erhöht. Der Schutz der Magazine und Maschinen wurde nach dem Verlust der Hood verstärkt.

#### 1944 bis 1945
Das Typ-284-Feuerleitradar auf vorderem 356-mm-Feuerleitrechner wurde durch ein Typ 274 ersetzt. Zwei 40-mm-Bofors Mk II (Einzelgeschütze) wurden an Backbord und Steuerbord in den Aufbauten hinter dem zweiten Schornstein hinzugefügt. Die leichte Flugabwehr erhielt ein zusätzliches Typ-283-Feuerleitradar und vier weitere „pom-pom“-Achtfach-Lafetten. Außerdem wurden sechs 20-mm-Mk-V-Zwillingsmaschinenkanonen installiert